# Engaruka
Engaruka è un complesso abbandonato di rovine della Rift Valley, in Tanzania settentrionale, famoso per il suo sistema idrico ed agricolo. Viene considerato uno dei più importanti siti archeologici tanzaniani.

## Descrizione
Durante il XV secolo, una comunità agricola dell'età del ferro stanziata sulle pendici della Rift Valley e composta da migliaia di persone sviluppò un complicato sistema idrico ed agricolo, compresa la costruzione di un canale in blocchi di pietra che incanalava l'acqua proveniente dalla scarpata fino alle terrazze di coltivazione. Furono adottate misure per prevenire l'erosione del suolo, e la fertilità del terreno fu aumentata utilizzando il letame prodotto dal bestiame. Per una ragione sconosciuta Engaruka fu abbandonata al massimo a metà del XIX secolo. Il sito propone ancora molte domande, tra cui l'identità di coloro che lo fondarono, come abbiano sviluppato questo ingegnoso sistema agricolo, e perché se ne andarono. Il sito è stato collegato ai Sonjo, un popolo che visse 100 chilometri a nord-ovest famoso per l'utilizzo di sistemi di irrigazione e villaggi terrazzati simili a Engaruka. Nuovi studi hanno permesso di scoprire numerose cose sul passato di Engaruka, ad esempio l'occupazione del sito durante l'età della pietra ed il neolitico.

## Esploratori
Il primo esploratore a registrare l'esistenza di queste rovine fu Gustav Fischer, che vi passò il 5 luglio 1883, paragonandole alle mura crollate dei vecchi castelli. Scoeller e Kaiser citarono le rovine di "Ngaruku", compresi i grandi cerchi di pietre e le dighe, nel 1896-97. Il primo studio archeologico dettagliato fu svolto da Hans Reck nel 1913. Louis Leakey e Mary Leakey studiarono il sito nel 1935, ma furono delusi dalla carenza di siti funerari. Stimarono una popolazione di 30 000 persone, oggi considerata esagerata.
Nel corso degli anni studi archeologici sono stati condotti ad esempio nella seconda metà del XX secolo da John Sutton del British Institute in Eastern Africa, e nel 2002–2005 dalla squadra di Ari Siiriainen del dipartimento di archeologia dell'università di Helsinki con il progetto Cultural Ecology of the East African Savanna Environment in a Long-term Historical Perspective. Più recentemente, sono stati condotti studi da parte di Darryl Stump dello University College di Londra, nel corso della sua tesi sviluppata nel 2001-2004. A partire dal 2006 il progetto dell'università di Helsinki ha continuato il lavoro di Siiriainen con il progetto LESE (Long-term Ecology of the Savannah Environment), che si concentrava sullo studio delle connessioni tra Engaruka e Sonjo.

## Moderna Engaruka
Engaruka è anche il nome di un villaggio situato non lontano dal sito archeologico. I Masai allevano mandrie di bovini nella Rift Valley, ed accompagnano i turisti durante le visite alle rovine.